# MAI-galan
MAI-galan är en årlig friidrottstävling i Malmö. Den har arrangerats av Malmö Allmänna Idrottsförening sedan 1934, först på Malmö IP och från 1958 på Malmö Stadion. I juli 2008 meddelades att från och den 3 februari 2009 kommer evenemanget att anordnas inomhus i Malmö Arena.

### Fotnoter
1. ↑  ”MAI-galan flyttar inomhus” (på svenska). Svenska Dagbladet. 5 juli 2008. https://www.svd.se/mai-galan-flyttar-inomhus. Läst 2 maj 2019.